# Battaglia dello stretto di Muhu
La battaglia dello stretto di Muhu fu uno scontro navale combattuto il 17 ottobre 1917 fra le forze navali dell'Impero Tedesco e dell'Impero russo (affiancate dai tre sottomarini britannici C26, C27 e C32) nel mar Baltico.
I tedeschi conquistarono le isole estoni di Saaremaa, Hiiumaa e Muhu con l'Operazione Albion nel settembre del 1917. La nuova situazione tattica creatasi per la conquista delle isole lasciava isolata nel golfo di Riga una squadra navale russa composta dalle corazzate Cesarevič e Slava, insieme alla loro scorta di incrociatori e cacciatorpediniere. La flotta russa cercò di fuggire, attraverso lo stretto di Muhu, il 17 ottobre 1917.
La flotta in ritirata fu scoperta dai tedeschi e affrontata dalle navi da battaglia SMS König e  SMS Kronprinz Wilhelm. La Slava fu gravemente danneggiata, e si autoaffondò poiché per i danni subiti aveva imbarcato inizialmente oltre 1 000 t di acqua, poi ulteriormente aumentati da un controallagamento necessario per bilanciare gli iniziali 8° di sbandamento; la nave pertanto non poté più attraversare i bassi fondali dello stretto e venne portata ad incagliarsi su un basso fondale per arrestarla in quanto l'equipaggio aveva evacuato la sala macchine; salvato l'equipaggio, neanche l'esplosione di un deposito munizioni per i proiettili da 12" riuscì ad affondarla, e poi venne silurata dai cacciatorpediniere di scorta.